# Mastachopardia digitata
Mastachopardia digitata är en insektsart som beskrevs av Marius Descamps 1973. Mastachopardia digitata ingår i släktet Mastachopardia och familjen Euschmidtiidae. Inga underarter finns listade i Catalogue of Life.